# Blankenmühle (Freudenberg)
Blankenmühle ist eine Kleinsiedlung sowie eine historische Getreidemühle, die auf der Gemarkung des Freudenberger Stadtteils Wessental im Main-Tauber-Kreis liegt.

## Geographie

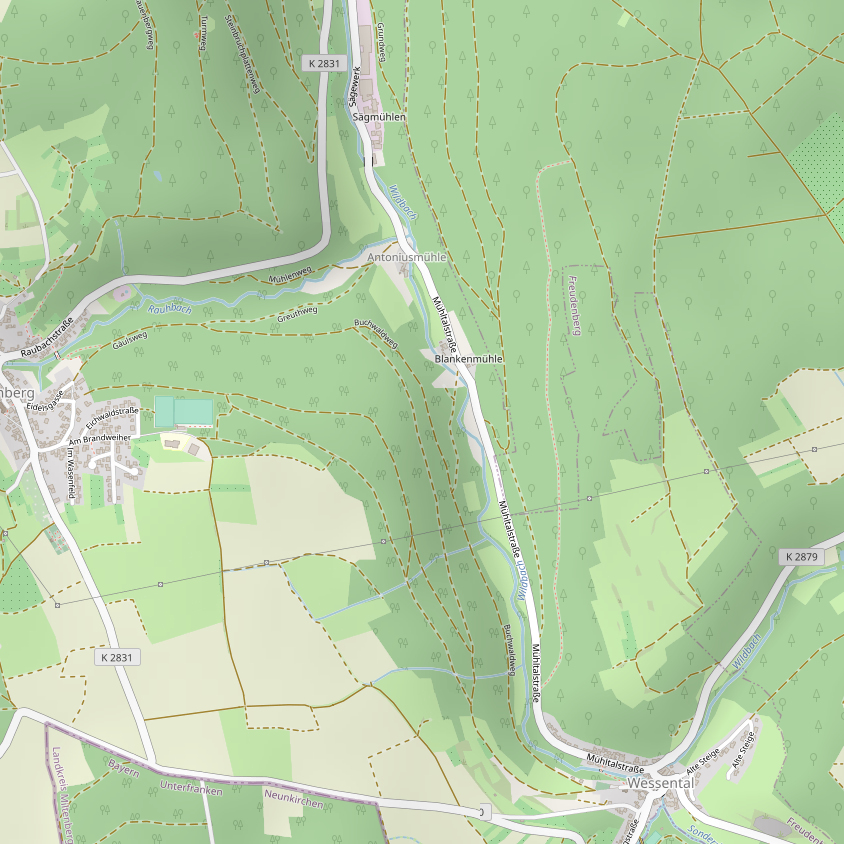
Lage des Wohnplatzes Blankenmühle im Wildbachtal

Blankenmühle liegt etwa einen Kilometer nördlich von Wessental im Wildbachtal. Etwa vier Kilometer nördlich von Blankenmühle mündet der Wildbach von links und Süden in den Main.
Weitere Nachbarorte sind Rauenberg nach etwa zwei Kilometern in westlicher Richtung und Boxtal nach etwa zwei Kilometern in nördlicher Richtung.

## Geschichte
Bei der historischen Blankenmühle handelte es sich um eine ehemalige Getreidemühle. Neben der Blankenmühle gab es mit der Antonius (Antons)-mühle und den Sägmühlen zwei weitere Mühlen im Wildbachtal bei Wessental. Auf dem Messtischblatt Nr. 6222 „Nassig“ von 1881 war der Ort als Blankenmühle mit zwei Gebäuden verzeichnet.
Am 1. Januar 1972 wurde die Gemeinde Wessental, zu der die Blankenmühle gehörte, in die Stadt Freudenberg eingegliedert.

## Verkehr
Der Wohnplatz Blankenmühle ist aus nördlicher und südlicher Richtung über die K 2879 (Mühltalstraße) zu erreichen.